# Palosaari (ö i Finland, Birkaland, Tammerfors, lat 61,66, long 24,68)
Palosaari är en ö i Finland. Den ligger i sjön Koljonselkä och i kommunen Orivesi i den ekonomiska regionen Tammerfors och landskapet Birkaland, i den södra delen av landet, 170 km norr om huvudstaden Helsingfors. Öns area är 12,3 hektar och dess största längd är 480 meter i sydöst-nordvästlig riktning.